# Pedro Alberto Cruz
Pedro Alberto Cruz Sánchez (Murcia, 15 de diciembre de 1972) es un profesor universitario, ensayista, crítico de arte y poeta español. De 2008 a 2014 desempeñó el cargo de consejero de Cultura, Turismo y Deportes del Gobierno de la Región de Murcia.

## Trayectoria
Cruz Sánchez es licenciado en Geografía e Historia por la Universidad de Murcia (UMU), donde obtuvo el Premio Nacional de Licenciatura en los estudios de Historia del Arte (1998), disciplina en la que se doctoró con una tesis titulada Realismo en tiempos de irrealidad. En torno al nuevo realismo español (2001). Desde ese mismo año es profesor de dicha materia en dicha universidad.

### Ensayos sobre arte
Crítico, teórico del arte y poeta, es autor y coautor de 30 libros. Entre sus ensayos sobre arte y cultura visual destacan Ramón Gaya y el sentimiento de la pintura (Museo Ramón Gaya, 2000); La vigilia del cuerpo. Arte y experiencia corporal en la contemporaneidad (Ligia Comunicación, 2004); La muerte (in)visible. Verdad, ficción y posficción en la imagen contemporánea (Ligia Comunicación, 2005); Daniel Buren (Nerea, 2006); Ob-scenas. La redefinición política de la imagen (Nausicaa, 2008); Diario de la decepción (Biblioteca Nueva, 2010); Momentos de lo político: arte, arquitectura y gestión cultural (Dardo, 2010); Pasión y objeto político. Una teoría de la pasividad (Bellaterra, 2013) y Cuerpo, ingravidez y enfermedad (Bellaterra, 2014).
Pedro A. Cruz ha sido considerado como uno de los principales especialistas españoles en la obra del artista francés Marcel Duchamp. Precedido de numerosos artículos en revistas nacionales e internacionales, en 2016 publicó Marcel Duchamp. La sombra y lo femenino (Bellaterra), en el que planteó una interpretación de su producción artística a partir del erotismo del ocultamiento de la presencia de la mujer. En 2018 salió a la luz Duchamp y la literatura. Laforgue. Jarry. Roussel (Micromegas).
En 2021 publicó Arte y performance. Una historia desde las vanguardias hasta la actualidad (Akal), que constituye una de sus aportaciones teóricas más relevantes, al tratarse de la primera historia de la performance escrita en castellano y el panorama más actualizado sobre este lenguaje artístico desde el libro de RoseLee Goldberg Performance Art. From Futurism to the Present, de 1979.

### Otros ensayos
En 2020 publicó la colección de seis ensayos Ciudadanos irresponsables. La Covid-19 y el desprestigio de la sociedad (Libro Azul, 2020), en los que reflexiona sobre la «política de la culpa» que a su juicio fue diseñada desde las administraciones con el fin de desviar la atención sobre sus errores de gestión en la pandemia de coronavirus.

### Poesía
En 2011 publicó su primer libro de poemas No comparto las razones de la luz (Huerga y Fierro, 2011), al que siguieron Cuerpo de un solo día (Huerga y Fierro, 2013), Tú y el afuera (Renacimiento. 2014), De la nada a tu carne (Amarante, 2017) y El oledor de Pretzels (Liliputienses, 2019). Con su sexto poemario Incluso los muertos (Universidad de Murcia, 2020), en el que abordó varios acontecimientos trágicos de su vida, obtuvo el XVI Premio de Poesía Dionisia García. Su trayectoria como poeta continuó con La vida no era esto. Quiero hablar con el encargado (Liliputienses, 2022) y Un minuto más o menos (Raspabook, 2023).
El autor ha descrito su estilo poético en estos términos:

Los versos son cortos, evito las comas, huyo de metáforas complicadas. Entre verso y verso suelo dejar grandes vacíos, para que el papel de la página emerja casi como otra forma de expresión, para que entre frase y frase se abra una abismo. Me siento un poco "acuarelista": pintar lo menos posible, para que la blancura del papel tenga el máximo protagonismo.

Ha coordinado la sección "Las razones de la poesía", en el diario La Razón, uno de los pocos espacios dedicados a la publicación de poesía en un medio de prensa generalista español.

### Colaboraciones en prensa y gestión cultural
Entre 2002 y 2007 ha sido director del CENDEAC (Centro de Documentación y Estudios Avanzados de Arte Contemporáneo). En julio de 2007 fue nombrado consejero de Cultura, Juventud y Deportes de la Región de Murcia, y entre septiembre de 2008 y abril de 2014 desempeñó el cargo de consejero de Cultura, Turismo y Deportes.
Ha colaborado en publicaciones como Arte y Parte, Exit Book o Descubrir el Arte. Actualmente es crítico de arte del periódico La Razón, y publica semanalmente la sección "Mapas sin mundo" en el diario La Verdad de Murcia. Es autor del blog "Fuente de sombras", especializado en arte, y alojado en la web de La Razón.